# 26e corps de réserve (Empire allemand)
Pour les articles homonymes, voir 26e corps d'armée.

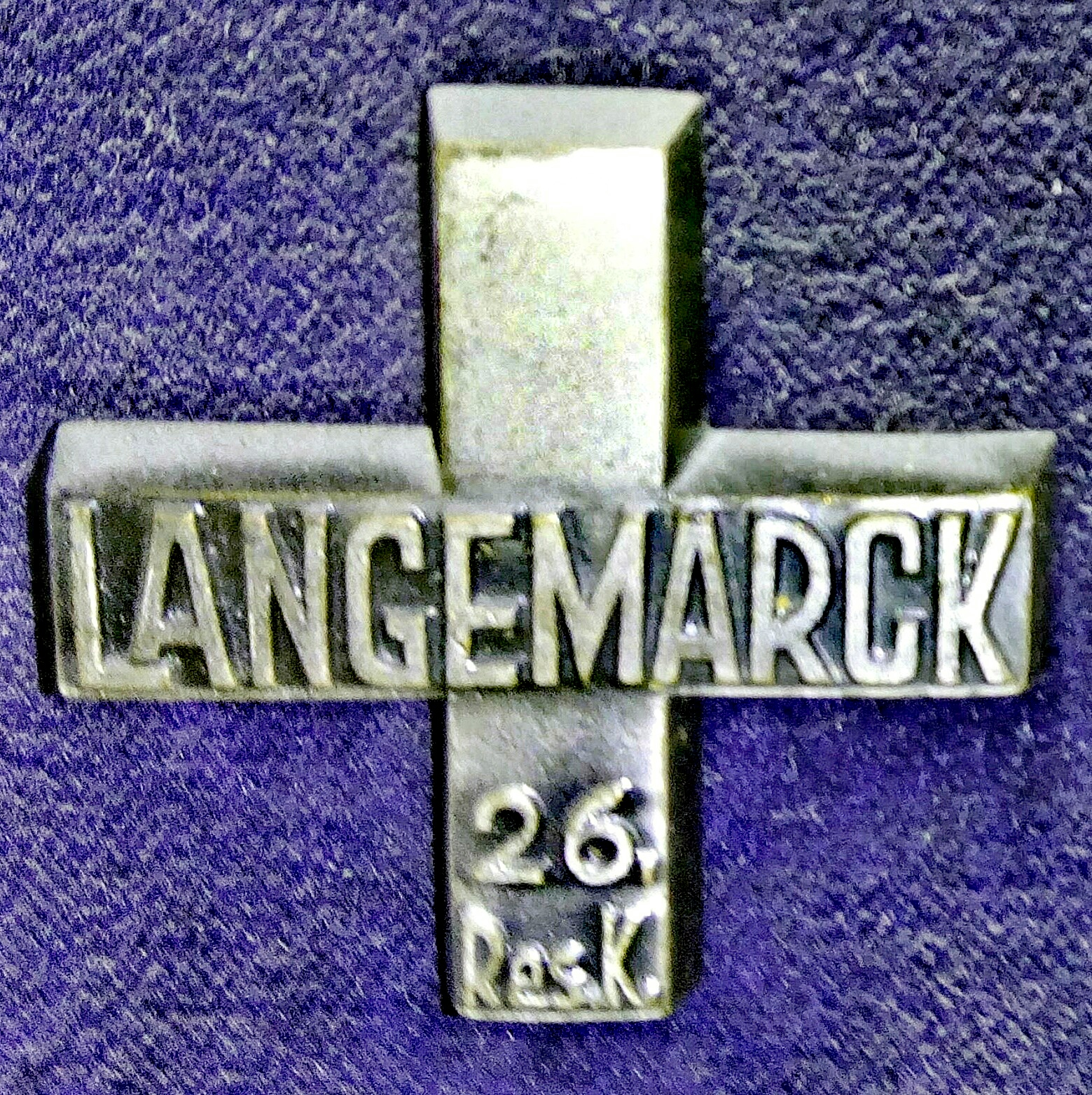
Croix de Langemarck de l'Association des vétérans du 26e corps de réserve, 1933

Le 26e corps de réserve de l'armée allemande est formé au début de la Première Guerre mondiale dans le cadre de la première vague de mobilisation, principalement de volontaires en temps de guerre.

## Composition
Lorsque le corps est formé en août 1914, les éléments suivants sont subordonnés:
51e division de réserve :
- 101e brigade d'infanterie de réserve
  - 233e régiment d'infanterie de réserve
  - 234e régiment d'infanterie de réserve
  - 23e bataillon de chasseurs à pied de réserve
- 102e brigade d'infanterie de réserve
  - 235e régiment d'infanterie de réserve
  - 236e régiment d'infanterie de réserve (transféré en août 1916 à la 195e division d'infanterie)
- troupes divisionnaires
  - 51e détachement de cavalerie de réserve
  - 51e régiment d'artillerie de campagne de réserve
  - 51e compagnie du génie de réserve

52e division de réserve :
- 103e brigade d'infanterie de réserve
  - 237e régiment d'infanterie de réserve
  - 238e régiment d'infanterie de réserve
- 104e brigade d'infanterie de réserve
  - 239e régiment d'infanterie de réserve
  - 240e régiment d'infanterie de réserve
  - 52e détachement de cavalerie de réserve
- 52e régiment d'artillerie de campagne de réserve
- 52e compagnie du génie de réserve

## Première Guerre mondiale
Le 25 août 1914, le général d'infanterie wurtembergeois Otto von Hügel (de) est nommé général commandant du 26e corps de réserve nouvellement créé. Jusqu'à la fin de la guerre en novembre 1918, il se trouve exclusivement sur le front occidental.

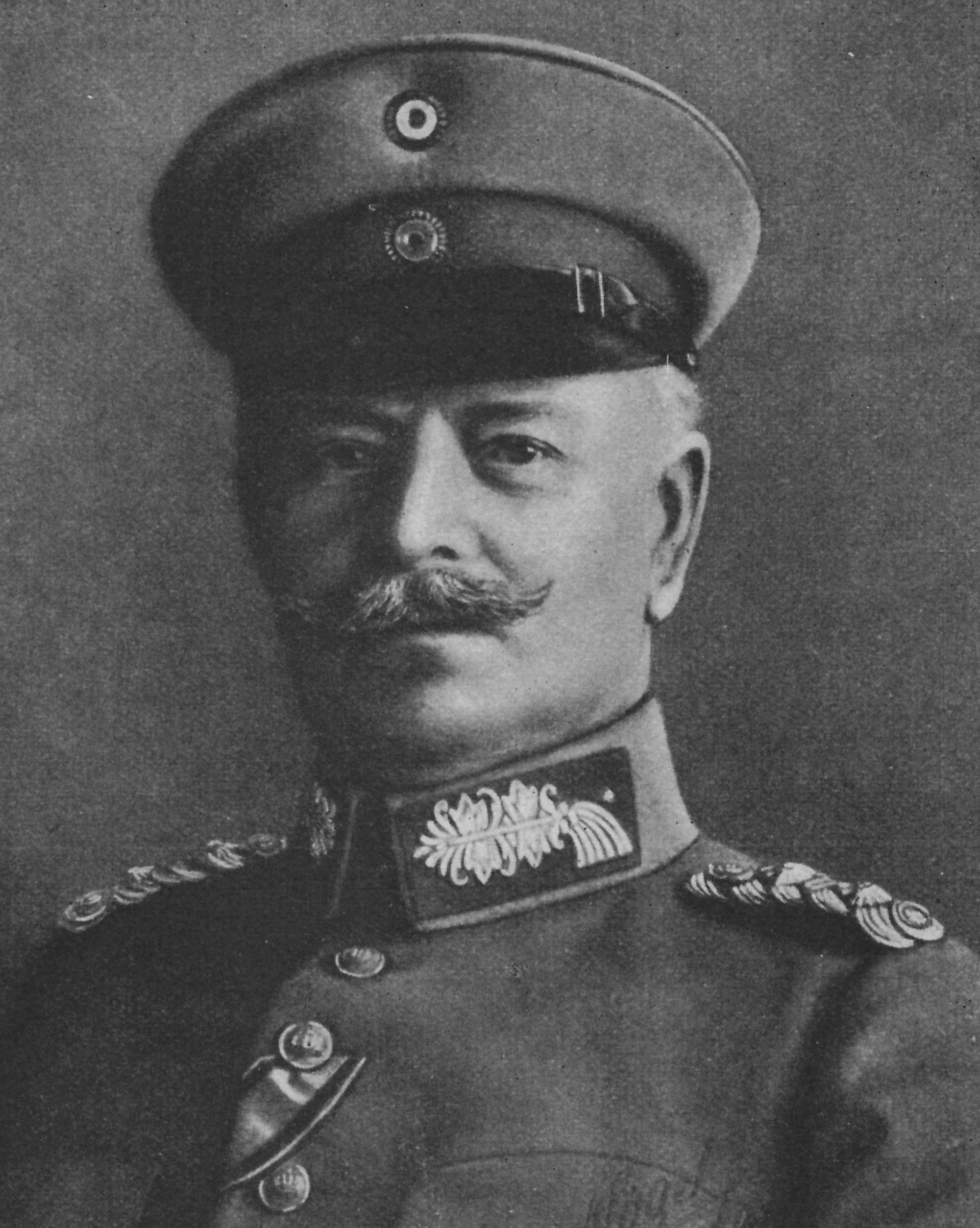
Otto von Hügel

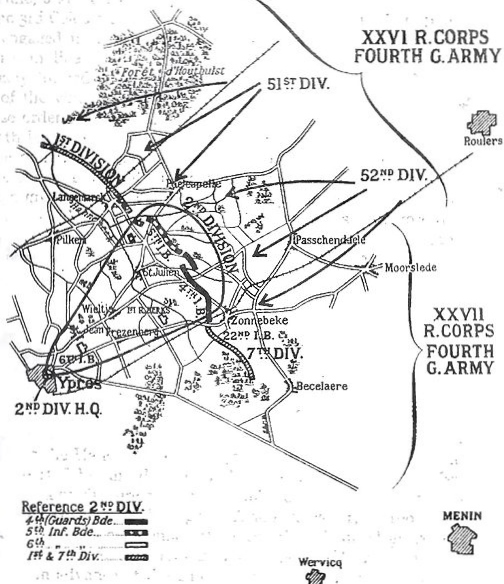
Situation en Flandre 21-24 octobre 1914

Le corps d'armée est subordonné à la 4e armée pendant la première année de guerre et participe pendant la première bataille d'Ypres entre le 20 octobre et le 30 novembre à la bataille de l'Yser. Le 21 octobre, l'attaque a lieu entre Poelkapelle et Langemarck en direction de Steenstraat, Het Sas et Pilkem. Ypres doit être contournée par la droite et laissée à l'attaque simultanée du 27e corps de réserve (de). La 51e division de réserve (sous le commandement du Generalleutnant Waenker von Dankenschweil) atteint Langemark avec son aile gauche et le hameau de Mangelaare avec son aile droite contre un feu nourri d'infanterie, mais doit retourner à ses positions de départ avec de lourdes pertes en raison d'un soutien d'artillerie insuffisant. La 52e division de réserve (sous les ordres du lieutenant-général Waldorf (de)) doit, avec deux colonnes partant de Moorslede, prendre comme objectif d'attaque la route de Langemarck à Zonnebeke. L'attaque de la colonne nord s'enlise sur la route Mosselmark - Fortuin. Les formations progressant vers le sud restent bloquées à environ 800 mètres de Broodseinde. Le 24 octobre, les formations du corps reçoivent l'ordre de s'enterrer sur les lignes atteintes. Début avril 1915, le Corps participe à la deuxième bataille d'Ypres. Ce n'est que le 24 avril que le 26e corps de réserve intervient également dans la bataille et engage la 1re division canadienne dans de violents combats au nord-ouest d'Ypres, près de Saint-Julien, les troupes allemandes de gaz attaquant les troupes alliées à Langemarck et Saint-Julien avec du chlore gazeux. La bataille se déroule entre Broodseinde et Langemarck sans qu'aucune décision n'a été prise, avant de s'essouffler à nouveau dans une guerre des tranchées.
Au plus fort de la bataille de la Somme, le corps est libéré en Flandre à l'automne 1916 et transféré à la 2e armée. Afin d'éviter une percée britannique imminente sur Bapaume, le commandement suprême de l'armée transfère le 26e corps de réserve des Flandres à Combles à partir de la mi-septembre 1916. La 51e division de réserve du général Balck remplace la 185e division d'infanterie et prend position sur 5 kilomètres entre Morval et Combles, suivie à droite par la 52e division de réserve. Entre le 25 et le 28 septembre, une autre grande attaque de l'armée Gough suit à Morval, à laquelle participent le corps de garde britannique ainsi que les 3e, 14e et 15e corps. Les Britanniques réussissent finalement à s'emparer des ruines de Combles et de Morval et à repousser le front allemand vers Le Transloy.
Entre le 28 avril 1917 et le 6 avril 1918, le commandement général est désigné comme Groupe Dormoise. Il dépend ainsi de la 3e armée, qui tient les positions face à la 4e armée française dans l'est de la Champagne. Le 20 juin 1917, outre la 51e division de réserve, les 20e et 214e  divisions d'infanterie sont subordonnées au groupe Dormoise.
Le 6 mars 1918, le général von Hügel est relevé de ses fonctions et mis à la retraite. Le général Oskar von Watter est nommé nouveau général commandant. En juillet 1918, le 26e corps de réserve est engagé avec le 1er corps de réserve sur le secteur difficile de Matz, au sud-est de Montdidier, auprès de la 18e armée. Le 8 août, la 17e division de réserve et la 54e division d'infanterie sont sous les ordres du commandement. Il s'ensuit des combats défensifs autour de Roye et Lassigny.

## Général commandant
| Grade                  | Nom                 | Date                            |
| ---------------------- | ------------------- | ------------------------------- |
| General der Infanterie | Otto von Hügel (de) | 25 août 1914 au 5 mars 1918     |
| Generalleutnant        | Oskar von Watter    | 6 mars 1918 au 22 décembre 1918 |